# Nuovi giorni da vivere
Nuovi giorni da vivere è l'unico singolo pubblicato dall'album Luce infinita della cantante italiana Loredana Errore, pubblicato il 2 settembre 2016. Il nuovo singolo riscuote ben presto l'interesse e la curiosità degli ascoltatori: Nuovi giorni da vivere dopo poche ore si colloca alla quinta posizione della classifica iTunes, entrando di fatto nei primi 6 singoli più scaricati della settimana su iTunes. È il quarto più grande successo commerciale della cantante dopo Ragazza occhi cielo, Il muro e Cattiva.

## Il brano
Il brano è un invito della cantante a riprendersi la propria vita e ricominciare a camminare più forti di prima; una forte metafora biografica che rispecchia gli ultimi anni di Loredana Errore dopo il drammatico incidente automobilistico del 2013 che rischiò di lasciarla paralizzata. Testo e musica del brano sono stati firmati da importanti cantautori, partendo da alcune suggestioni e appunti della stessa Loredana Errore. Il brano porta infatti la firma di Amara, Diego Calvetti, Emiliano Cecere, Marco Ciappelli e Pacifico Settembre.

## Il video
Il video ufficiale del brano, diretto dal regista Stefano Bertelli, è stato pubblicato in anteprima sui canali social della cantante il 1º settembre 2016 e successivamente sul canale ufficiale della casa discografica Isola degli Artisti. Il video racchiude l'essenza delle esperienze vissute da Loredana Errore, con lei bloccata su una sedia a rotelle e idealmente imprigionata in una vita che non è la sua. Dall'altra parte, sempre la Errore, ma in bianco e nero, con grande risalto al trucco di un solo occhio, canta i "nuovi giorni da vivere" che la attendono, mentre sullo sfondo passano le immagini dell'incidente che l'ha coinvolta.

## Tracce
Download digitale
1. Nuovi giorni da vivere – 3:41 (Amara, Diego Calvetti, Emiliano Cecere, Marco Ciappelli, Pacifico Settembre; edizioni musicali Isola degli Artisti)

## Classifiche
| Classifica (2016) | Posizione massima |
| ----------------- | ----------------- |
| Italia            | 88                |